# Liam Lawson
Liam Lawson (* 11. února 2002) je novozélandský automobilový závodník, od roku 2025 jezdec týmu Racing Bulls ve Formuli 1.
V roce 2019 ovládl šampionát Toyota Racing Series a v roce 2020 se přesunul do Formule 3, kde získal páté místo. V dalším roce vstoupil do Formule 2, zároveň závodil za tým Red Bull AF Corse v Deutsche Tourenwagen Masters, kde skončil těsně druhý za Alexem Albonem. V roce 2022 ve Formuli 2 s týmem Carlin obsadil třetí místo. V roce 2023 závodil v japonské Super Formuli, kde skončil druhý.
Od roku 2019 je členem juniorského programu stáje Red Bull. V letech 2022–2024 byl rezervním jezdcem týmů Red Bull a AlphaTauri.
Svůj debut ve formuli 1 absolvoval na Grand Prix Nizozemska v srpnu 2023, kde nahradil Daniela Ricciarda v monopostu AlphaTauri poté, co si Ricciardo při havárii ve volném tréninku zlomil kost v zápěstí. V monopostu odjel pět závodů, své první dva mistrovské body získal v Singapuru. Ricciarda o rok později po Grand Prix USA 2024 nahradil na posledních šest závodů, přičemž dvakrát opět skončil na devátém místě.
Od roku 2025 byl jezdcem týmu Red Bull, kde nahradil Sergia Péreze, jeho týmovým kolegou byl Max Verstappen. Lawson měl v týmu působit alespoň do konce roku, už po druhém závodě sezóny byl ale přesunut zpět do týmu Racing Bulls, kde se vyměnil s Júkim Cunodou.

## Výsledky
| Legenda k tabulce | Legenda k tabulce                                                                       |
| Barva             | Výsledek                                                                                |
| ----------------- | --------------------------------------------------------------------------------------- |
| Zlatá             | Vítěz                                                                                   |
| Stříbrná          | 2. místo                                                                                |
| Bronzová          | 3. místo                                                                                |
| Zelená            | Bodované umístění                                                                       |
| Modrá             | Nebodované umístění                                                                     |
| Modrá             | Dokončil neklasifikován (NC)                                                            |
| Fialová           | Odstoupil (Ret)                                                                         |
| Červená           | Nekvalifikoval se (DNQ)                                                                 |
| Červená           | Nepředkvalifikoval se (DNPQ)                                                            |
| Černá             | Diskvalifikován (DSQ)                                                                   |
| Bílá              | Nestartoval (DNS)                                                                       |
| Bílá              | Závod zrušen (C)                                                                        |
| Světle modrá      | Pouze trénoval (PO)                                                                     |
| Světle modrá      | Páteční testovací jezdec (TD)                                                           |
| Bez barvy         | Netrénoval (DNP)                                                                        |
| Bez barvy         | Vyřazen (EX)                                                                            |
| Bez barvy         | Nepřijel (DNA)                                                                          |
| Bez barvy         | Odvolal účast (WD)                                                                      |
| Bez barvy         | Nezúčastnil se (prázdné)                                                                |
| Označení          | Význam                                                                                  |
| Tučnost           | Pole position                                                                           |
| Kurzíva           | Nejrychlejší kolo                                                                       |
| †                 | Jezdec nedojel do cíle, ale byl klasifikován, protože odjel více než 90 % délky závodu. |
| ‡                 | Byl udělován poloviční počet bodů, protože bylo odjeto méně než 75 % délky závodu.      |
| Horní index       | Umístění bodujících jezdců ve sprintu                                                   |

### Závodní kariéra
| Sezóna  | Série                                | Tým                                | Závody          | Vítězství       | PP              | NK              | Pódia           | Body            | Umístění        |
| ------- | ------------------------------------ | ---------------------------------- | --------------- | --------------- | --------------- | --------------- | --------------- | --------------- | --------------- |
| 2015    | Formula First Manfeild Winter Series | Sabre Motorsport                   | 12              | 1               | 1               | 1               | 10              | 631             | 2. místo        |
| 2015–16 | New Zealand Formula First            | Sabre Motorsport                   | 24              | 1               | 0               | 1               | 3               | 1028            | 6. místo        |
| 2016–17 | NZ F1600 Championship Series         | Liam Lawson Motorsport             | 15              | 14              | 5               | 12              | 15              | 605             | 1. místo        |
| 2017    | Australian Formula 4                 | Team BRM                           | 21              | 5               | 1               | 1               | 12              | 300             | 2. místo        |
| 2017    | Victorian Formula Vee                | JRD                                | 3               | 0               | 0               | 0               | 1               | 60              | 15. místo       |
| 2017    | Mazda Road to Indy Shootout          | Lucas Oil School of Racing         | 1               | 0               | 0               | 0               | 0               | -               | finalista       |
| 2018    | ADAC Formula 4                       | Van Amersfoort Racing              | 20              | 3               | 3               | 0               | 9               | 234             | 2. místo        |
| 2018    | F3 Asian                             | Pinnacle Motorsport                | 3               | 3               | 2               | 3               | 3               | 75              | 8. místo        |
| 2019    | FIA Formule 3                        | MP Motorsport                      | 16              | 0               | 0               | 0               | 2               | 41              | 11. místo       |
| 2019    | Macau Grand Prix                     | MP Motorsport                      | 1               | 0               | 0               | 0               | 0               | –               | 7. místo        |
| 2019    | Euroformula Open                     | Motopark                           | 14              | 4               | 2               | 1               | 7               | 179             | 2. místo        |
| 2019    | Toyota Racing Series                 | M2 Competition                     | 15              | 5               | 4               | 5               | 11              | 356             | 1. místo        |
| 2020    | FIA Formule 3                        | Hitech Grand Prix                  | 18              | 3               | 1               | 1               | 6               | 143             | 5. místo        |
| 2020    | Toyota Racing Series                 | M2 Competition                     | 15              | 5               | 4               | 7               | 10              | 356             | 2. místo        |
| 2021    | Formule 2                            | Hitech Grand Prix                  | 23              | 1               | 1               | 2               | 3               | 103             | 9. místo        |
| 2021    | Deutsche Tourenwagen Masters         | Red Bull AF Corse                  | 16              | 3               | 4               | 1               | 10              | 227             | 2. místo        |
| 2022    | Formule 2                            | Carlin                             | 28              | 4               | 0               | 3               | 10              | 149             | 3. místo        |
| 2022    | Formule 1                            | Scuderia AlphaTauri                | Rezervní jezdec | Rezervní jezdec | Rezervní jezdec | Rezervní jezdec | Rezervní jezdec | Rezervní jezdec | Rezervní jezdec |
| 2022    | Formule 1                            | Oracle Red Bull Racing             | Rezervní jezdec | Rezervní jezdec | Rezervní jezdec | Rezervní jezdec | Rezervní jezdec | Rezervní jezdec | Rezervní jezdec |
| 2023    | Super Formule                        | Team Mugen                         | 9               | 3               | 1               | 2               | 4               | 106,5           | 2. místo        |
| 2023    | Formule 1                            | Scuderia AlphaTauri                | 5               | 0               | 0               | 0               | 0               | 2               | 20. místo       |
| 2023    | Formule 1                            | Oracle Red Bull Racing             | Rezervní jezdec | Rezervní jezdec | Rezervní jezdec | Rezervní jezdec | Rezervní jezdec | Rezervní jezdec | Rezervní jezdec |
| 2024    | Formule 1                            | Visa Cash App RB F1 Team           | 6               | 0               | 0               | 0               | 0               | 4               | 21. místo       |
| 2024    | Formule 1                            | Oracle Red Bull Racing             | Rezervní jezdec | Rezervní jezdec | Rezervní jezdec | Rezervní jezdec | Rezervní jezdec | Rezervní jezdec | Rezervní jezdec |
| 2025    | Formule 1                            | Oracle Red Bull Racing             | 2               | 0               | 0               | 0               | 0               | 12*             | 16. místo*      |
| 2025    | Formule 1                            | Visa Cash App Racing Bulls F1 Team | 10              | 0               | 0               | 0               | 0               | 12*             | 16. místo*      |

### Kompletní výsledky ve Formuli 1
| Rok  | Tým                                | Šasi                  | Motor                   | 1       | 2      | 3      | 4      | 5      | 6       | 7      | 8     | 9      | 10      | 11    | 12      | 13     | 14     | 15    | 16     | 17     | 18  | 19    | 20     | 21    | 22     | 23     | 24      | Body | Umístění   |
| ---- | ---------------------------------- | --------------------- | ----------------------- | ------- | ------ | ------ | ------ | ------ | ------- | ------ | ----- | ------ | ------- | ----- | ------- | ------ | ------ | ----- | ------ | ------ | --- | ----- | ------ | ----- | ------ | ------ | ------- | ---- | ---------- |
| 2022 | Scuderia AlphaTauri                | AlphaTauri AT03       | Red Bull RBPTH001 V6 t  | BHR     | SAU    | AUS    | EMI    | MIA    | ESP     | MON    | AZE   | CAN    | GBR     | AUT   | FRA     | HUN    | BEL TD | NED   | ITA    | SIN    | JPN | USA   | MXC TD | SAP   |        |        |         | —    | —          |
| 2022 | Oracle Red Bull Racing             | Red Bull RB18         | Red Bull RBPTH001 V6 t  |         |        |        |        |        |         |        |       |        |         |       |         |        |        |       |        |        |     |       |        |       | ABU TD |        |         | —    | —          |
| 2023 | Scuderia AlphaTauri                | AlphaTauri AT04       | Honda RBPTH001 1,6 V6 t | BHR     | SAU    | AUS    | AZE    | MIA    | MON     | ESP    | CAN   | AUT    | GBR     | HUN   | BEL     | NED 13 | ITA 11 | SIN 9 | JPN 11 | QAT 17 | USA | MXC   | SAP    | LVG   | ABU    |        |         | 2    | 20. místo  |
| 2024 | Visa Cash App RB F1 Team           | RB VCARB 01           | Honda RBPTH002 1,6 V6 t | BHR     | SAU    | AUS    | JPN    | CHN    | MIA     | EMI    | MON   | CAN    | ESP     | AUT   | GBR     | HUN    | BEL    | NED   | ITA    | AZE    | SIN | USA 9 | MXC 16 | SAP 9 | LVG 16 | QAT 14 | ABU 17† | 4    | 21. místo  |
| 2025 | Oracle Red Bull Racing             | Red Bull RB21         | Honda RBPTH002 1,6 V6 t | AUS Ret | CHN 12 |        |        |        |         |        |       |        |         |       |         |        |        |       |        |        |     |       |        |       |        |        |         | 12*  | 16. místo* |
| 2025 | Visa Cash App Racing Bulls F1 Team | Racing Bulls VCARB 02 | Honda RBPTH002 1,6 V6 t |         |        | JPN 17 | BHR 16 | SAU 12 | MIA Ret | EMI 14 | MON 8 | ESP 11 | CAN Ret | AUT 6 | GBR Ret | BEL    | HUN    | NED   | ITA    | AZE    | SIN | USA   | MXC    | SAP   | LVG    | QAT    | ABU     | 12*  | 16. místo* |